# Круглий Ключ
Круглий Ключ (рос. Круглый Ключ) — присілок у складі Селтинського району Удмуртії, Росія.

## Населення
Населення — 20 осіб (2010; 55 в 2002).
Національний склад станом на 2002 рік:
- удмурти — 65 %
- росіяни — 35 %

## Урбаноніми[3]
- вулиці — Ключова